# Emsaue (Naturschutzgebiet)
Das Naturschutzgebiet Emsaue liegt im Kreis Warendorf in Nordrhein-Westfalen. Das etwa 289 ha große Gebiet, das im Jahr 1999 unter Naturschutz gestellt wurde, erstreckt sich östlich der Kernstadt Warendorf und südlich der Kernstadt Sassenberg entlang der Ems. 